# Wando
Wando (Wando-gun, âm Hán Việt: Hoàn Đảo quận) là một huyện của tỉnh Jeolla Nam, Hàn Quốc. Huyện này có diện tích 391,81 km², dân số năm 2001 là 66.978 người. Huyện được lấy tên theo đảo Wando, đảo lớn nhất huyện, cũng là thủ phủ huyện Wando.

## Khí hậu
| Dữ liệu khí hậu của Wando                | Dữ liệu khí hậu của Wando | Dữ liệu khí hậu của Wando | Dữ liệu khí hậu của Wando | Dữ liệu khí hậu của Wando | Dữ liệu khí hậu của Wando | Dữ liệu khí hậu của Wando | Dữ liệu khí hậu của Wando | Dữ liệu khí hậu của Wando | Dữ liệu khí hậu của Wando | Dữ liệu khí hậu của Wando | Dữ liệu khí hậu của Wando | Dữ liệu khí hậu của Wando | Dữ liệu khí hậu của Wando |
| Tháng                                    | 1                         | 2                         | 3                         | 4                         | 5                         | 6                         | 7                         | 8                         | 9                         | 10                        | 11                        | 12                        | Năm                       |
| ---------------------------------------- | ------------------------- | ------------------------- | ------------------------- | ------------------------- | ------------------------- | ------------------------- | ------------------------- | ------------------------- | ------------------------- | ------------------------- | ------------------------- | ------------------------- | ------------------------- |
| Cao kỉ lục °C (°F)                       | 17.8 (64.0)               | 19.2 (66.6)               | 23.0 (73.4)               | 27.6 (81.7)               | 31.8 (89.2)               | 31.7 (89.1)               | 36.2 (97.2)               | 36.9 (98.4)               | 34.0 (93.2)               | 29.9 (85.8)               | 24.4 (75.9)               | 20.2 (68.4)               | 36.9 (98.4)               |
| Trung bình ngày tối đa °C (°F)           | 6.1 (43.0)                | 7.9 (46.2)                | 11.8 (53.2)               | 17.3 (63.1)               | 21.4 (70.5)               | 24.6 (76.3)               | 27.5 (81.5)               | 29.2 (84.6)               | 26.1 (79.0)               | 21.2 (70.2)               | 14.8 (58.6)               | 9.0 (48.2)                | 18.1 (64.6)               |
| Trung bình ngày °C (°F)                  | 2.6 (36.7)                | 3.9 (39.0)                | 7.5 (45.5)                | 12.7 (54.9)               | 17.1 (62.8)               | 20.7 (69.3)               | 24.3 (75.7)               | 25.7 (78.3)               | 22.2 (72.0)               | 16.9 (62.4)               | 10.7 (51.3)               | 5.1 (41.2)                | 14.1 (57.4)               |
| Tối thiểu trung bình ngày °C (°F)        | −0.4 (31.3)               | 0.5 (32.9)                | 3.8 (38.8)                | 8.6 (47.5)                | 13.3 (55.9)               | 17.6 (63.7)               | 21.8 (71.2)               | 23.1 (73.6)               | 19.2 (66.6)               | 13.3 (55.9)               | 7.1 (44.8)                | 1.8 (35.2)                | 10.8 (51.4)               |
| Thấp kỉ lục °C (°F)                      | −9.2 (15.4)               | −10.7 (12.7)              | −6.9 (19.6)               | −0.9 (30.4)               | 5.1 (41.2)                | 9.9 (49.8)                | 16.5 (61.7)               | 13.9 (57.0)               | 11.0 (51.8)               | 2.1 (35.8)                | −2.9 (26.8)               | −10.2 (13.6)              | −10.7 (12.7)              |
| Lượng Giáng thủy trung bình mm (inches)  | 34.2 (1.35)               | 52.8 (2.08)               | 95.5 (3.76)               | 119.2 (4.69)              | 135.4 (5.33)              | 243.0 (9.57)              | 285.7 (11.25)             | 243.6 (9.59)              | 182.1 (7.17)              | 56.5 (2.22)               | 57.2 (2.25)               | 27.4 (1.08)               | 1.532,7 (60.34)           |
| Số ngày giáng thủy trung bình (≥ 0.1 mm) | 8.2                       | 7.5                       | 9.7                       | 9.0                       | 9.5                       | 11.3                      | 13.5                      | 11.6                      | 9.0                       | 5.9                       | 7.6                       | 7.3                       | 110.1                     |
| Số ngày tuyết rơi trung bình             | 7.2                       | 4.6                       | 1.5                       | 0.0                       | 0.0                       | 0.0                       | 0.0                       | 0.0                       | 0.0                       | 0.0                       | 0.4                       | 4.8                       | 18.5                      |
| Độ ẩm tương đối trung bình (%)           | 67.0                      | 66.4                      | 66.4                      | 67.5                      | 73.0                      | 80.0                      | 85.6                      | 82.2                      | 76.5                      | 69.5                      | 68.6                      | 67.9                      | 72.5                      |
| Số giờ nắng trung bình tháng             | 149.1                     | 156.9                     | 181.0                     | 203.6                     | 206.5                     | 159.0                     | 145.7                     | 183.2                     | 166.1                     | 203.8                     | 163.0                     | 149.0                     | 2.066,7                   |
| Phần trăm nắng có thể                    | 47.4                      | 50.8                      | 48.8                      | 52.0                      | 47.8                      | 36.8                      | 33.1                      | 44.0                      | 44.6                      | 58.0                      | 52.2                      | 48.5                      | 46.5                      |
| Nguồn:                                   |                           |                           |                           |                           |                           |                           |                           |                           |                           |                           |                           |                           |                           |

## Thành phố kết nghĩa
- Dung Thành, Trung Quốc